# Aphalaroida pithecolobia
Aphalaroida pithecolobia är en insektsart som först beskrevs av Crawford 1914.  Aphalaroida pithecolobia ingår i släktet Aphalaroida och familjen rundbladloppor. Inga underarter finns listade i Catalogue of Life.